# Novella (album)
Novella is een studioalbum van de Britse muziekgroep Renaissance. Renaissance beleefde toptijden met Scheherazade and other stories en het daarop volgende livealbum. In november 1976 dook de band opnieuw de studio in om in januari 1977 dit album uit te brengen. Renaissance had daarbij de pech dat hun platenlabel BTM Records voor alle landen behalve de Verenigde Staten en Canada failliet ging. Het album werd daarom eerst in Amerika uitgegeven en pas veel later in de rest van de wereld; Warner Bros was toen de gelukkige. Veel fans hadden echter toen al via parallelimport het album in het bezit.

## Musici
- Annie Haslam - zang
- Jon Camp – basgitaar, baspedalen, zang
- Michael Dunford – akoestische gitaar, zang
- John Tout – toetsinstrumenten
- Terence Sullivan – slagwerk, percussie, zang
- Richard Hewson – strijkarrangementen
- Betty Thatcher-Newsinger - teksten

## Composities
1. "Can You Hear Me?" (Camp-Dunford-Thatcher) – 13:38
2. "The Sisters" (Dunford-Thatcher-Tout) – 7:15
3. "Midas Man" (Dunford-Thatcher) – 5:47
4. "The Captive Heart" (Camp-Dunford) – 4:16
5. "Touching Once (Is So Hard To Keep)" (Camp-Dunford) – 9:27

Studio: Renaissance (1969) · Illusion (1971) · Prologue (1972) · Ashes Are Burning (1973) · Turn of the Cards (1974) · Scheherazade and other stories (1975) · Novella (1977) · A Song for All Seasons (1978) · In the Beginning (1978) · Azure d'Or (1979) · Camera Camera (1981) · Time-Line (1983) · Tuscany (2000) · The Mystic and The Muse (ep) (2010) · Grandine il Vento (2012)
Annie Haslams Renaissance: Blessing in Disguise  (1994)
Michael Dunford's Renaissance: The Other Woman  (1994) · Ocean Gypsy (1997)
Live: Live at Carnegie Hall (1976) · Renaissance Live at the Royal Albert Hall (1977) · BBC Sessions (1999) · Day of the Dreamer (2000) · Renaissance Unplugged (2000) · In the Land of the Rising Sun (2002) · Dreams and Omens (2008) · Renaissance DeLane Lea Studios 1973 (2015) · A symphonic journey (2018)
Compilatie: Tales of 1001 Nights (Parts 1 and 2) (1990) · Da Capo (1995) · Songs from Renaissance Days (1997) · Live & Direct (2002)